# Piero Rossi (scrittore, alpinista)
Piero Rossi (Roma, 4 febbraio 1930 – Belluno, 1983) è stato uno scrittore, alpinista e fotografo italiano.

## Biografia
Nasce a Roma, da madre bellunese e padre friulano, dove trascorre l'infanzia. All'età di 13 anni la famiglia si trasferisce a Belluno a seguito della morte del padre.
Laureatosi in giurisprudenza all'università di Padova, esperto in materia sindacale ed economica, ricoprirà a lungo la carica di direttore dell'associazione provinciale commercianti di Belluno. Estremamente lungimirante e ricco di grandi intuizioni lascia un segno principalmente come appassionato promotore del territorio montano ed in particolare di quello bellunese al quale ha dedicato numerosi volumi, guide alpinistiche ed escursionistiche, monografie ed articoli apparsi anche su pubblicazioni europee. Alpinista di buon livello ha aperto una decina di vie nuove in dolomiti e compiuto non meno di 150 ascensione notevoli, di ogni grado di difficoltà, nelle dolomiti e in altri gruppi alpini. È stato  membro dei comitati di redazione della "Rivista Mensile" del C.A.I e di "Le Alpi Venete" e ha ricoperto la carica di presidente della sezione bellunese del Club Alpino Italiano oltre ad altri incarichi negli organi centrali e periferici del sodalizio.
Nel 1963 è tra i primi a teorizzare la creazione di un parco a tutela della specificità delle dolomiti bellunesi, che persegue con tenacia e lo vede impegnato per quasi 20 anni. L'istituzione ufficiale del parco nazionale delle Dolomiti Bellunesi verrà concretizzata solo nel 1990 dopo la sua morte. Riconducibili a lui anche l'ideazione di itinerari escursionistici a tappe lungo le dolomiti quali l'alta via numero 1 e 2.
È autore della guida C.A.I T.C.I dedicata al gruppo della Schiara nell'ambito della collana "Guida Dei Monti D'Italia" che raccoglie, classifica e descrive  itinerari escursionistici, vie di roccia, toponomastica, aspetti storici e morfologici del gruppo in modo sistematico e meticoloso rappresentando ancora oggi un riferimento prezioso e per certi aspetti unico.

## Pubblicazioni
- I Monti di Belluno, Guida turistica-sciistica alpinistica - Ed. C.A.I. A.T.T. Belluno, 1958
- La Sezione di Belluno del C.A.I - Ed. C.A.I., Belluno, 1961
- La S'ciara de Oro - Tamari Editori in Bologna, 1964
- Le Vie Attrezzate del Gruppo della Schiara. La Gusela del Vescovà - Edizioni "Le Alpi Venete", 1964
- Il Parco Nazionale delle Dolomiti - Nuovi Sentieri Editore, 1976
- Belluno- Tarantola Libraio Editore, 1977
- Alta Via delle Dolomiti N. 1 - Tamari Editori in Bologna, 1978
- Schiara - Club Alpino Italiano, Touring Club Italiano, 1982
- Alpinismo Acrobatico' - Nuovi Sentieri Editore, 2003